# کانکونالی، واشینگتن
کانکونالی (به انگلیسی: Conconully) یک منطقهٔ مسکونی در ایالات متحده آمریکا است که در شهرستان اوکانوگان، واشینگتن واقع شده‌است. کانکونالی ۰٫۵۵ کیلومتر مربع مساحت و ۲۱۰ نفر جمعیت دارد و ۷۰۲ متر بالاتر از سطح دریا واقع شده‌است.